# Birgitta Lindgren
Birgitta Lindgren, född 1945, är en språkvårdare tidigare verksam vid Språkrådet. Hon började sin anställning vid det dåvarande Svenska språknämnden år 1974, där hon var verksam fram till sin pensionering efter 2012.
1993 tilldelades hon Erik Wellanders språkvårdspris. 2010 erhöll hon Svenska Akademiens pris för framstående förtjänster inom svensk språkforskning och språkvård.